# Collezionismo di coltelli
Il collezionismo di coltelli è una forma di collezionismo rivolto ai coltelli.

## Caratteristiche
I coltelli solitamente vengono raccolti in collezioni per diversi scopi, oltre al fine ludico e hobbistico si costituiscono collezioni di coltelli a scopo scientifico e antropologico.
Questi ultimi tipi di collezioni sono spesso curate da enti pubblici e musei anche se è molto comune trovare collezioni di coltelli private di altissimo valore culturale.
È molto diffuso, tra i collezionisti di coltelli privati, raccogliere pezzi di un certo valore di mercato e di una certa rarità, questo fatto ha provocato un'evoluzione di questa forma di raccolta che ha influenzato non poco anche la produzione di alcune piccole industrie e di numerosi coltellinai autonomi che hanno privilegiato, nelle loro produzioni, le serie limitate e i pezzi unici oltre naturalmente gli apporti di materiali pregiati come l'acciaio damasco per le lame e oro e pietre preziose per i manici.

## Il coltello da collezione
Non è difficile trovare sul mercato coltelli di pregevole fattura e costituiti dai materiali più rari e stravaganti come i manici in avorio fossile o meteorite e arricchiti da incisioni di celebri cesellatori o da particolari disegni su osso o avorio detti scrimshaw.
Questo fatto ha determinato la nascita di un particolare tipo di coltello definito "coltello da collezione" perché non è nato per essere usato come utensile ma esclusivamente per essere collezionato.
Questi particolari coltelli abbelliti e curati da raffinate lavorazioni vengono anche comunemente chiamati col termine mutuato dalla lingua statunitense: coltello custom.
Spesso si collezionano i coltelli antichi anche di umili origini come i coltelli contadini o i coltelli da pastore.
Non è raro trovare tuttavia collezioni di coltelli d'uso comune di fabbricazione attuale.

## Il collezionismo di coltelli
Il collezionismo di coltelli è una pratica molto diffusa soprattutto negli Stati Uniti d'America i quali rappresentano forse il paese guida di questa attività. Ma anche in Europa è diventata un'attività ricorrente e in Italia si contano numerosi appassionati e due riviste mensili specializzate (Lame d'Autore e Coltelli) oltre a numerose mostre e raduni in molte regioni tra queste spiccano Arresojas chiamata anche biennale del coltello sardo che si svolge presso Guspini (CA) in Sardegna, il CIC show di Milano, il Culter Expo di Novegro in Lombardia e la mostra di Roccagiovine nel Lazio patrocinata dall'A.I.S.C.A.